# Pacific Exploration & Production
Pacific Exploration and Production Corporation era el nombre anterior de una compañía canadiense de exploración y producción en el negocio del petróleo crudo pesado y gas natural, en años anteriores debido a caídas bruscas en precios de petróleo y malos resultados, para evitar la quiebra de la empresa con su nombre inicial: Pacific Rubiales, fue indispensable cambiar de nombre, además de una reestructuración posterior a venta de activos, sin embargo en el año 2017 fue necesario un nuevo cambio de nombre, hoy conocemos a tal empresa como Frontera Energy
Esta empresa se centra en Colombia y Perú, tiene múltiples áreas donde opera incluyendo 38 bloques en Colombia en los Llanos orientales, Ranchería, Alto, Medio y Bajo Magdalena, departamentos de Cesar, Sucre, LO LLUPA.